# Apocalymon
Apocalymon, znan još i kao Apokarimon (japanski: アポカリモン) je fiktivni lik iz Digimon franšize koji se kao glavni negativac pojavljuje u prvoj sezoni, Digimon Adventure. Apocalymon je jedan od najenigmatičnijih Digimona i jedan od rijetkih kojemu nisu poznati ni tip ni skupina. Njegovo ime dolazi od pojma apokalipsa, čime je naglašena njegova destruktivna priroda, kao i njegov cilj da uništi sve one koji su mu nanijeli zlo. Apocalymon, iako izgleda humanoidno, ima modru kožu, crni plašt s unutarnjom stranom crvene boje, sivu kacigu punu žutih linija, ožiljak na lijevom oku, bijelu kosu i zelenu krv. Njegove ruke neprirodno su duge a završavaju dugim, crvenim kanđama. Tijelo mu je, debelim kabelima, spojeno na veliku poliedričnu strukturu veličine planetoida iz koje može odaslati velike kandže na lancima koji podsjećaju na molekulu DNK. Apocalymon je nastao asimilacijom podataka svih onih Digimona koji nisu mogli Digivoluirati i koje je Digitalni svijet odbacio. Zbog svojih osvetničko-destruktivnih ideala, zatvoren je, no Millenniummon ga je oslobodio. Prema svemi viđenome, Apocalymon je jedan od najmoćnijih Digimona koji postoje, što je demonstrirao iznimnom lakoćom prilikom kopiranja napada brojnih Digimona i činjenicama da je bez problema uništio Simbole Izabrane djece, a umalo i njih zajedno s njihovim Digimonima.

## Karakteristike
Apocalymon se pojavljuje i velikom svemirskom prostoru kao humanoid spojen s velikom poliedričnom strukturom iz koje izlaze mehaničke kanđe koje mogu uništiti sve što uhvate, ali mogu i kopirati napade drugih Digimona. Humanoidni oblik obavijen je plaštom i nosi metalnu kacigu. Njegove ruke iznimno su duge, a na krajevima imaju duge crvene nokte koji podsjećaju na kandže. 
U suprotnosti s engleskom verzijom, u japanskoj (kao i njemačkoj, talijanskoj i francuskoj) verziji, Apocalymon o samom sebi govori u pluralu. To je vjerojatno referenca na demonsku Legiju, koja je također bila sastavljena od mnogih jedinica. Tako je Apocalymon, koji je doista sastavljen od podataka tisuća, ako ne i milijuna Digimona, doista imao pravo govoriti o sebi u pluralu. 
Iako to projicira kao mržnju i destruktivnost, Apocalymon je zapravo ljubomoran na Svjetlost. Kako su sva bića od kojih je on sastavljen umrla prirodnom evolucijom, on mora gledati kako suprotni svijet, svijet Svjetla, živi u radosti i veselju, dok on pati. Proklinjući ga, on želi zavladati Digitalnim svijetom i svim Digimonima kako bi ga promijenio i prilagodio svojim željama. Apocalymon je ujednio bio pokretač cjelokupne radnje, siva eminencija koja je stvorila sve neprijatelje Izabrane djece, a svoj je vrhunac postigao s Gospodarima tame. Iako je nepoznato je li ih Apocalymon baš stvorio ili je dobre Digimone iskvario i Digivoluirao na Mega level, činjenica jest kako je uspio stvoriti iznimno moćne Digimone koji su uspjeli zavladati Digitalnim svijetom i djeci stvoriti velike poteškoće.

## Pojavljivanja

### Anime

#### Digimon Adventure
Apocalymonovo pojavljivanje u Digitalnom svijetu zapisano je još u dnevnim proročanstvima. Kako saznajemo iz razgovora između Gennaija i Centarumona, Apocalymon se pojavio iz misterioznog Vatrenog zida i odlučio pokoriti Digitalni svijet. Apocalymon je sadist, ali ujedno i žrtva svoje vlastite egzistencije, a kaos koji želi uspostaviti, kako u Digitalnom tako i u Stvarnom svijetu, služi mi kao opravdanje za tamu koja se nalazi unutar njegove vlastite duše. Kada djeca saznaju da samo njegova pojavnost uzrokuje sve probleme i vremenske dilatacije u Digitalnom svijetu, kao i to da je uzrokovala nastanak Gospodara tame, shvate kako je Apocalymon najjači neprijatelj s kojim će se morati suočiti. Njegovo prvo pojavljivanje slijedi nakon što djeca poraze Piedmona i od Gennaija dobiju poruku kako njihova borba nije gotova. Djeca bivaju transportirana u svemirsko prostranstvo gdje uoče veliku poliedričnu strukturu iz koje se uskoro pokazuje Apocalymonov humanoidni oblik. Iako su svi Digimoni na najvišem levelu, Apocalymonu nisu dorasli. Nakon što ih je upoznao sa svojom egizstencijom, poviješću i ciljevima, Apocalymon je preko metalnih kanđi svoje strukture bez imalo problema kopirao napade svih dotadašnjih neprijatelja Izabrane djece. Nakon toga je iskoristio svoju sposobnost de-Digivolucije kako bi sve Digimone vratio u njihov izvorni oblik. Kao vrhunac svoje destruktivne moći, Apocalymon je bez imalo problema uništio Digivice i Simbole Izabrane djece. Nakon što je djecu i njihove Digimone obuzeo iskreni strah, Apocalymon je započeo i njihovo uništenje. 
Djeca su se tada našla u svijetu podataka, okružena binarnim kodom. Iako je izgledalo da je sve gotovo, djeca su se uz svoju hrabrost i odlučnost uspjela ponovo materijalizirati što je kod Apocalymona izazvalo nemalo čuđenje. Ubrzo Digimoni ponovo Digivoluiraju na svoje najviše levele, što je Apocalymona, koji je mislio da je to nemoguće bez Digivicea i Simbola, dodatno šokiralo. Tada su mi djeca objasnila kako se Simboli ne nelaze u nekakvom predmetu, već u njima samima. Apocalymon tada lansira svoj napad, no Zudumon, Lillymon, MegaKabuterimon, Garudamon, MagnaAngemon i Angewomon bez većih poteškoća unište sve metalne kanđe. Iskoristivši diverziju, WarGreymon i MetalGarurumon lansiraju zajednički napad na Apocalymonov humanoidni oblik i unište ga bez većih poteškoća. Izabrana se djeca vesele pobjedi, no ubrzo se javi Apocalymon i prekine veselje. Objasni im kako je njegov humanoidni oblik samo jedan, iako važan, dio njega i kako uništenje istog ne znači i konačno uništenje njegovog bića. Apocalymon tada odluči uništiti oba svijeta svojim Velikim praskom, no Digivicei djece reagiraju i formiraju kocku oko Apocalymona, blokirajući njegov napad i uzrokujući njegovo vlastito uništenje. Kao rezultat toga, Digitalni se svijet vrati u prijašnje stanje, a vremenska razlika između dva svijeta nestane. Posljednji neprijatelj Izabrane djece je uništen.

#### Digimon Tamers
U epizodu u kojoj saznajemo o Rikinoj prošlosti, vidimo Apocalymona među brojnim siluetama Digimona koji žele biti njezini partner. Pojavom Renamona, nestaju i oni, a s njima i Apocalymon.

##### Digimon Tamers: Bitka Izabranih
Glavni neprijatelj Izabrane djece, Mephistomon, ima sposobnost promjene oblika, odnosno Digivolucije u velik broj Digimona. Apocalymon je jedan od njih. U filmu se on pokušava prebaciti u Stvarni svijet, no u priču se uplete Omnimon, koji to želi spriječiti. Apocalymon se tada instantno pretvori u Mephistomona koji, iako je bio iznimno lagan protivnik za Omnimona, uspije ostvariti materijalizaciju u Stvarnom svijetu.

### Igre

#### Digimon Adventure: Anode/Cathode Tamer
Apocalymon je Kimeramonov ili Machinedramonov varijabilni Digimon (kao i Millenniummonov u sljedećoj borbi) koji uzrokuje veliku štetu neprijateljskim Digimonima.

#### Digimon Adventure 02: Tag Tamers
Apocalymon se može dobiti Digivoluiranjem Myotismona u liniji 35.

#### Digimon Adventure 02: D-1 Tamers
Velik broj Apocalymona pojavljuje se u ulozi bosseva tijekom igre.

#### Digimon Tamers: Brave Tamer
Apocalymon se pojavljuje kao jedan od VR Digimona koji je pod kontrolom Dark Tamera. VR-Apocaly, odnosno Apocalymon, partner je Dark Taija u igri. Uz to, karta s njegovim likom, koja je ujedno Level 6 karta, nauči bilo kojeg Digimona "Ankoku" tehniku koja uzrokuje blokiranje jednog neprijateljskog napada.

#### Digimon Tamers: Digimon Medley
U ovoj igri, koja se bazira na radnji prve sezone, Apocalymon se, kao finalni neprijatelj, pojavljuje u poglavlju "Saigo no Ankoku Digimon" u kojem ga Tai, Izzy, Joey i Mimi (uz Sorinu pomoć) moraju poraziti. Nakon što ga poraze, dio igre baziran na prvoj sezoni završava i djeca se pozdravljaju sa svojim Digimonima.

#### Digimon World 3
Apocalymon se pojavljuje kao partner dva Mech Soldiera na Gunslingeru. Izvorno je napadao s tehnikom znanom kao Mračni kaos, a kada je oslabljen, koristi jednostavan napad. Pojavljuje se i kao Crna Mega karta sa statistikom 50/51.

#### Digimon World 4
Apocalymon je glavni neprijatelj u Apokarimon Space dijelu Doom Domea u ovoj igri. 

#### Digital Monster D-Project
Apocalymon je jedan od Mega level Digimona u domeni Dimension Area, a u Rječniku se njegov unos nalazi odmah nakon Arukenimoninog. 

#### Digimon Digital Card Battle
Apocalymon pripada Mračnim kartama, te je ujedno najsnažnija i najizdržljivija karta. Njegov HP može doseći i 2750. Njegov napad na X iznimno je moćan, a manifestira se tako da Apocalymon smanji svoj HP na 10, a naprijatelju nanese onoliko štete koliko je on HP-a oduzeo. Apocalymon se pojavljuje i kao Battle Master u Infinity Toweru. Nakon pobjede nad njim, nasumično će se pojavljivati po raznim lokacijama, a ponavljanje pobjeda osvojit će igraću Apocalymon kartu.

#### Digimon World Dawn/Dusk
Apocalymon se dobije Digivoluiranjem Phantomona na LV71 s 44444 Darkness Exp., no samo ako ga je igrač već pridobio. Može se dobiti i DNA Digivolucijom ili Piedmona i Machinedramona ili Puppetmona i MetalSeadramona. Dodouše, da bi ta DNA Digivolucija bila usjpešna, Digimoni koji u njoj sudjeluju moraju biti na LV71 i imati najmanje 44444 Darkness Exp., a igrač već mora imati Piedmona. Također, Apocalymon je član Gaia Origina na levelu 90.

## Sposobnosti
- Tamna zona - uništava sve svoje neprijatelje
- Leteće bombe - na svoje neprijatelje ispaljuje stotinjak manjih bombi
- Smrtonosna evolucija - svoje neprijatelje napadne nizom opasnih valova
- Veliki prasak - izazove samouništenje koje je dovoljno snažno da izbriše cijelu dimenziju

## Zanimljivosti
- Iako je zapravo jedinstven Digimon, engleski materijali vezani uz anime smatraju Apocalymona, kao Digimona koji uključuje cjeloviti oblik, različitog od Apokarimona (Creepy Mode), koji zapravo predstavlja samo humanoidni dio Apocalymona. Ovo je jedna od rijetkih iznimki u Digitalnom svijetu i prisutna je samo u engleskim verzijama.

## Vanjske poveznice
Apocalymon na Digimon Wiki